# OrangeSpace Self-Storage
OrangeSpace Self Storage é uma empresa portuguesa especializada em soluções de self storage (armazenamento automático), com presença em várias localidades de Portugal. Fundada em 2019, a empresa opera através da requalificação de edifícios devolutos e zonas industriais, promovendo a revitalização urbana.

## História
A OrangeSpace foi fundada oficialmente em dezembro de 2019, como resultado de um investimento internacional liderado pela empresa sul-africana StoreSmart, em parceria com os empresários Allan Fisher e Hans Koster, fundadores da cadeia Holmes Place em Portugal.

## Operações
As primeiras unidades abriram em Alfragide e Rio de Mouro, com áreas de cerca de 8.000 m², oferecendo espaços entre 1m² e 150m². Posteriormente, a empresa expandiu-se para Massamá, Sintra-Cascais, Barreiro e Vila Nova de Gaia.
Em 2024, a empresa anunciou a abertura de uma nova unidade no antigo terminal do Campo 24 de Agosto, no Porto. O edifício, anteriormente abandonado, foi requalificado para oferecer soluções de armazenamento modernas, integradas numa zona urbana central.

## Serviços
A OrangeSpace oferece armazenamento para:
- Particulares (mudanças, remodelações, excesso de bens)
- Empresas (documentos, stock, equipamentos)
- Estudantes (intercâmbios, férias)
- Clientes internacionais
- Veículos (automóveis, motas, caravanas)

As instalações incluem vigilância 24h, alarmes individuais, controlo de acessos, e sistema anti-incêndios.

## Responsabilidade Social
A empresa desenvolve várias iniciativas de impacto comunitário:
- Apoio ao clube de futebol americano Cascais Crusaders, bicampeões nacionais (2022 e 2023), atualmente finalistas da Liga Portuguesa de Futebol Americano.[5]
- Patrocínio ao Estrelas F.C., equipa de futebol amador, campeã da Proliga Lisboa Série 1 e a competir na Superliga Lisboa.[6]
- Doações de equipamento escolar a escolas primárias em zonas onde atua.[7]

## Reconhecimento
Em 2024, a OrangeSpace foi distinguida pela Comissão para a Igualdade no Trabalho e no Emprego (CITE) pelas suas práticas na promoção da igualdade remuneratória.
A empresa foi destacada pela revista Valor Magazine como exemplo de inovação no setor de self storage em Portugal.